# Ragnhild (mytologi)
Ragnhild är i nordisk mytologi en jättinna, gift med krigaren Hadding. Om henne berättas, liksom om jättinnan Skade, att hon valde sin make genom att bedöma vilken man som hade de snyggaste benen.